# Unimog

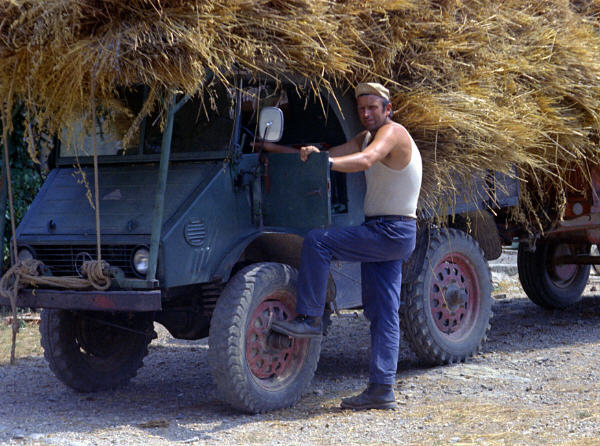
Unimog 401 del 1953 durante la raccolta del grano in Toscana

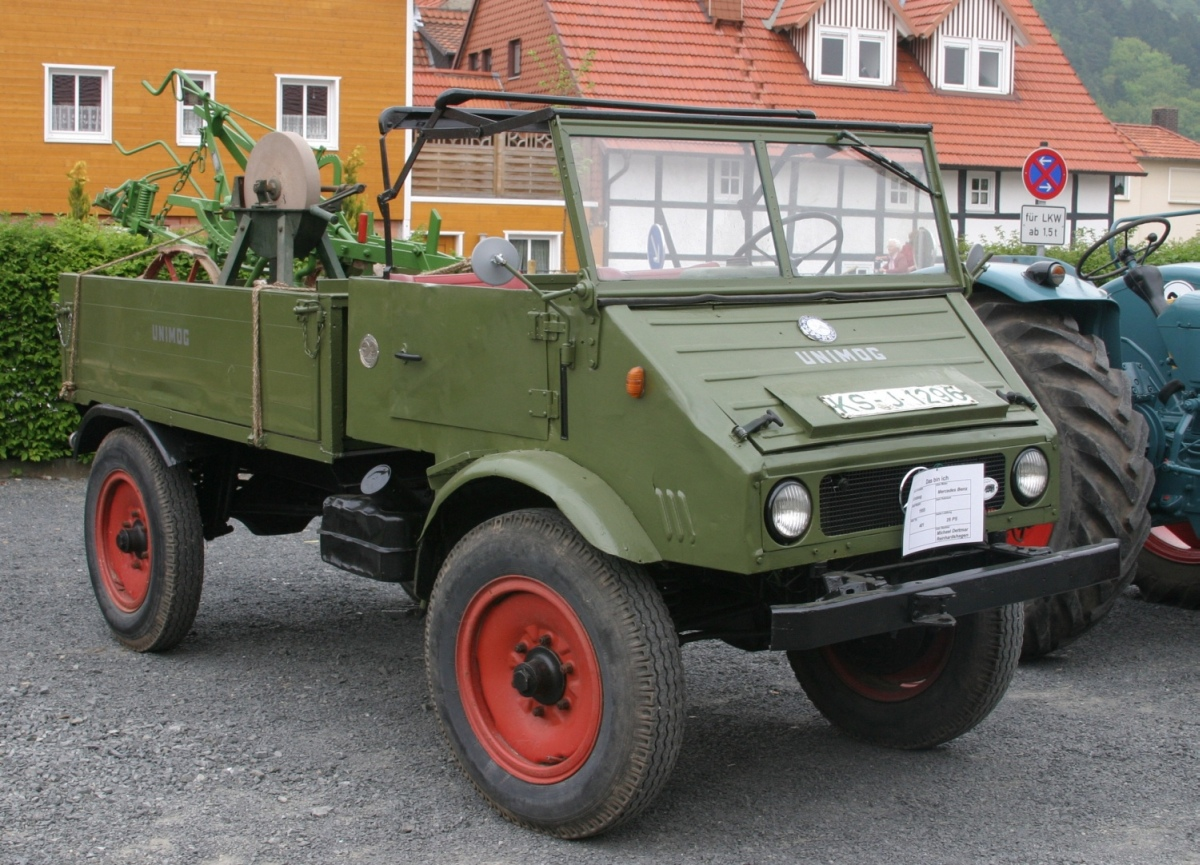
Unimog 411

L'Unimog (dal tedesco "UNIversal-MOtor-Gerät", cioè "dispositivo universale a motore") è una gamma di autocarri fuoristrada della Daimler-Benz, prodotti a partire dal 1948 e utilizzati in origine come trattori per le coltivazioni di rape.
Gli Unimog hanno una notevole altezza da terra (più di 40 cm), resa possibile dall'utilizzo di assali a portale, che permettono agli assi e alla trasmissione di essere più in alto del centro della ruota. Sono anche dotati di un telaio flessibile che consente alle ruote ampi movimenti verticali che, insieme alle sospensioni a molle elicoidali, permettono agli Unimog di affrontare con comodità ogni tipo di terreno, anche il più accidentato, con ostacoli di oltre un metro e pendenze fino al 100%. Altre caratteristiche comuni di questi mezzi sono la trazione integrale (inseribile, permanente solo negli ultimi modelli), marce con rapporti molto corti (marce da lavoro opzionali) e il bloccaggio manuale dei differenziali anteriore e posteriore.
Gli Unimog sono stati usati e vengono tuttora utilizzati da varie forze armate, inclusi gli eserciti tedeschi e svizzeri. Sono anche in dotazione all'esercito sudafricano e neozelandese.
Inoltre, gli Unimog bimodali possono essere usati come locomotiva nelle ferrovie; venivano anche usati per il traino degli aerei.
Uno dei più popolari modelli di Unimog, prodotto in 64.341 esemplari, è l'Unimog 404, nelle varianti di trasporto truppe e unità radio, equipaggiato da un motore Mercedes 2.2l a benzina con una potenza di 82 cavalli (60 kW)
Tutti gli altri modelli di Unimog, dal piccolo 401 al 2450L 6x6, sono dotati di motori diesel a 4 o 6 cilindri che vanno da 25 a 280 CV.
Attualmente sono in commercio gli Unimog U200/U300/U400/U500 per impieghi leggeri e U4000/U5000 ad alte prestazioni in fuoristrada.

## Storia

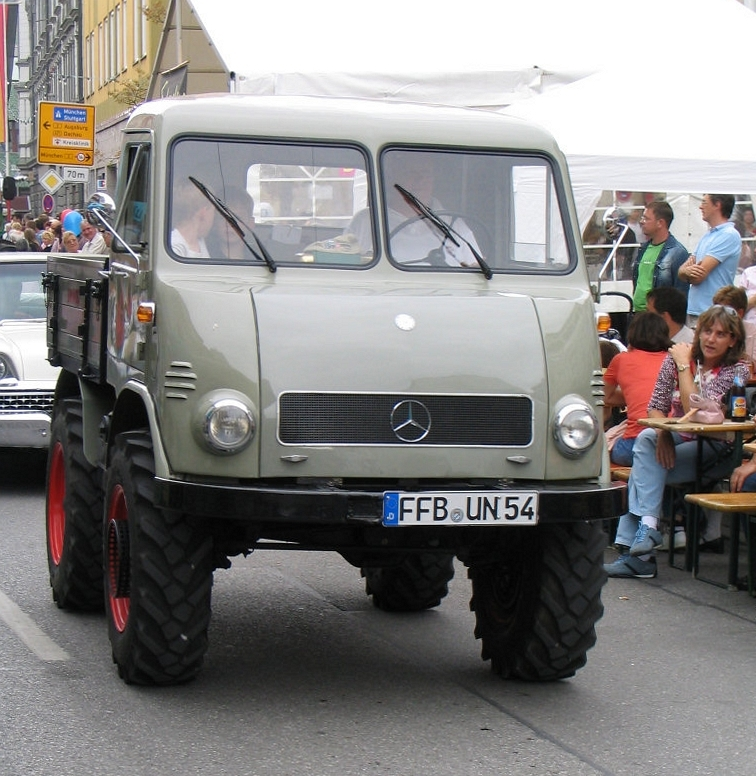
Unimog 401

- 1942-I primi progetti di un veicolo a trazione integrale a cabina avanzata sono presentati dalla Daimler-Benz.
- 1944-Annuncio del Piano Morgenthau; Albert Friedrich esegue i primi studi su un veicolo agricolo a cabina avanzata a trazione integrale.
- 1945-Maggio, delineazione dei criteri di costruzione dell'Unimog. Agosto, primi contatti con Erhard & Söhne. Settembre, primo progetto di Friedrich. Dicembre, primi schizzi di Rößler e contratto con Erhard & Söhne.
- 1946-Gennaio, Rößler inizia il lavoro presso Erhard & Söhne sotto la supervisione di Friedrich. 6 marzo, primo prototipo Unimog. Ottobre, il primo telaio è pronto, iniziano i test. Viene coniato il nome Unimog. Dicembre, la carrozzeria è pronta, prime dimostrazioni pubbliche.
- 1947-Primavera, i fratelli Boehringer assumono il controllo del team Unimog, della produzione e delle vendite. Erhard & Söhne rimangono i fornitori di molti pezzi. Vengono consegnati i primi motori diesel. Autunno, vengono procurati i materiali per la prima serie di 100 veicoli.
- 1948-L'Unimog debutta al LG-Schau di Francoforte. Vengono presi i primi 150 ordini. Estate, preparativi finali per la messa in produzione, che comincia in agosto.
- 1949-La consegna del primo Boehringer Unimog modello 70200 comincia in primavera. Si pianifica la produzione di 500 veicoli aggiuntivi.
- 1950-Per l'autunno del 1950, vengono prodotti dai Boehringer 600 Unimog. Si tengono le trattative per il rilevamento da parte di Daimler-Benz.
- 1951-3 giugno, prima consegna del Daimler-Benz Unimog modello 2010, costruito a Gaggenau. Viene ricevuta la Medaglia d'Argento DLG, massimo riconoscimento dell'associazione.
- 1953-Marzo, primo Unimog con la cabina chiusa interamente in acciaio. L'Unimog è premiato con la medaglia d'oro al Rationalisierungsausstellung di Düsseldorf. 31 luglio, il modello 2010 25ps va fuori produzione. 3 agosto, viene introdotto il modello 401.
- 1954-L'Unimog è il primo trattore a ricevere il sigillo di approvazione della Forsttechnischen Prüfungsausschuss (comitato tecnico di controllo forestale).
- 1955-Maggio, esce il primo Unimog S a passo lungo, dotato di un motore a benzina di derivazione automobilistica. Autunno, il classico marchio a testa di bue viene sostituito dal simbolo Mercedes.
- 1956-Agosto, la potenza del motore viene aumentata da 25 a 30 CV.

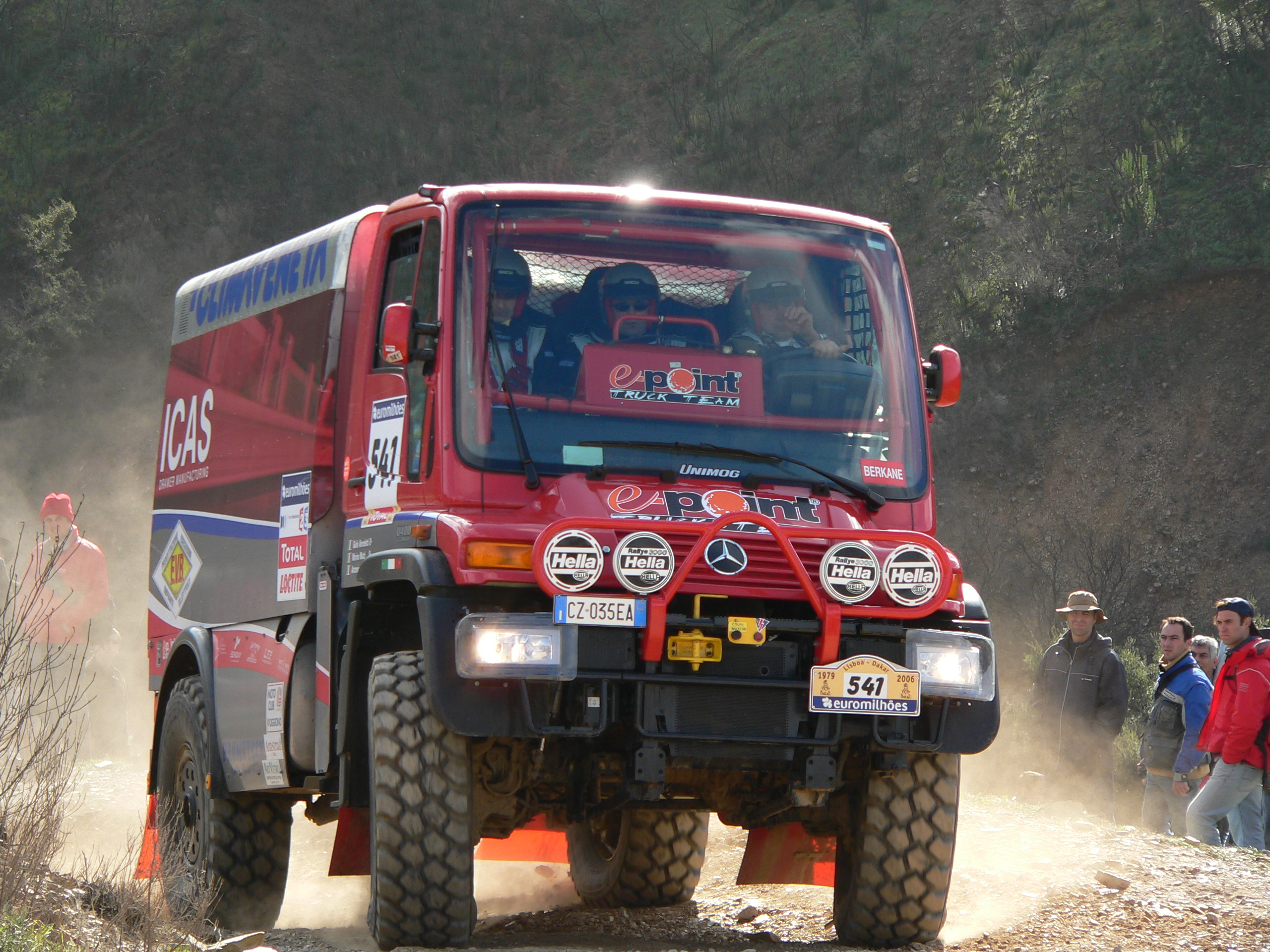
Unimog U400

- 1957-L'Unimog è disponibile con un cambio opzionale totalmente sincronizzato. Settembre, nuova cabina chiusa per l'Unimog a passo lungo.
- 1959-L'Unimog diventa il primo trattore agricolo con una trasmissione sincronizzata di serie.
- 1961-Maggio, viene raggiunta la soglia dei cinquantamila Unimog costruiti.
- 1963-Maggio, è pronto il primo Unimog da 65  CV.
- 1964-Giugno, viene costruito il primo Unimog da 65  CV a con motore a iniezione diretta.
- 1966-Aprile, nuova gamma Unimog: U34, U40, U70, U80 e Unimog S. Maggio, il centomillesimo Unimog esce dalla fabbrica di Gaggenau.
- 1968-Viene ampliata la gamma: U34, U45, U54, U66, U80, U90 e Unimog S civile.
- 1970-Gli Unimog aperti vengono equipaggiati con un rollbar.
- 1971-Il 150.000° Unimog viene donato a un'associazione di beneficenza.
- 1972-Nuova gamma: telai U34, U52, U66, U84 con 90 e 100 cavalli. Unimog S con motore a benzina da 82 e 110  CV. Viene lanciato l'MB-trac, una versione dell'Unimog sviluppata per esclusivamente per l'agricoltura.
- 1974-Esce il nuovo Unimog U120 (modello 425).
- 1976-Ampliamento di gamma: U1000, U800 e U1300.
- 1980-Cessa la produzione del 404 (Unimog S).
- 1985-Introduzione della gamma leggera e media: 407 e 427.
- 1988-Introduzione della gamma 437.
- 1991-Entra in commercio il nuovo modello di punta, U2150.
- 1992-Introduzione dei nuovi modelli 408 e 418 (leggeri e medi). Nuovo top di gamma, U2400 (437, gamma pesante).
- 1994-Si raggiunge la quota di 300.000 Unimog prodotti.
- 2000-Introduzione della nuova gamma Unimog U300/U400/U500.
- 2001-9 giugno, anniversario per i 50 anni del Mercedes-Benz Unimog a Gaggenau.
- 2002-2 agosto, viene prodotto l'ultimo Unimog della linea di produzione di Gaggenau. 26 agosto, il primo Unimog della fabbrica di Wörth lascia la catena di montaggio. 12 settembre-19 settembre, anteprima della nuova gamma ad alte prestazioni fuoristradistiche, Unimog U3000/U4000/U5000, ad Hannover.

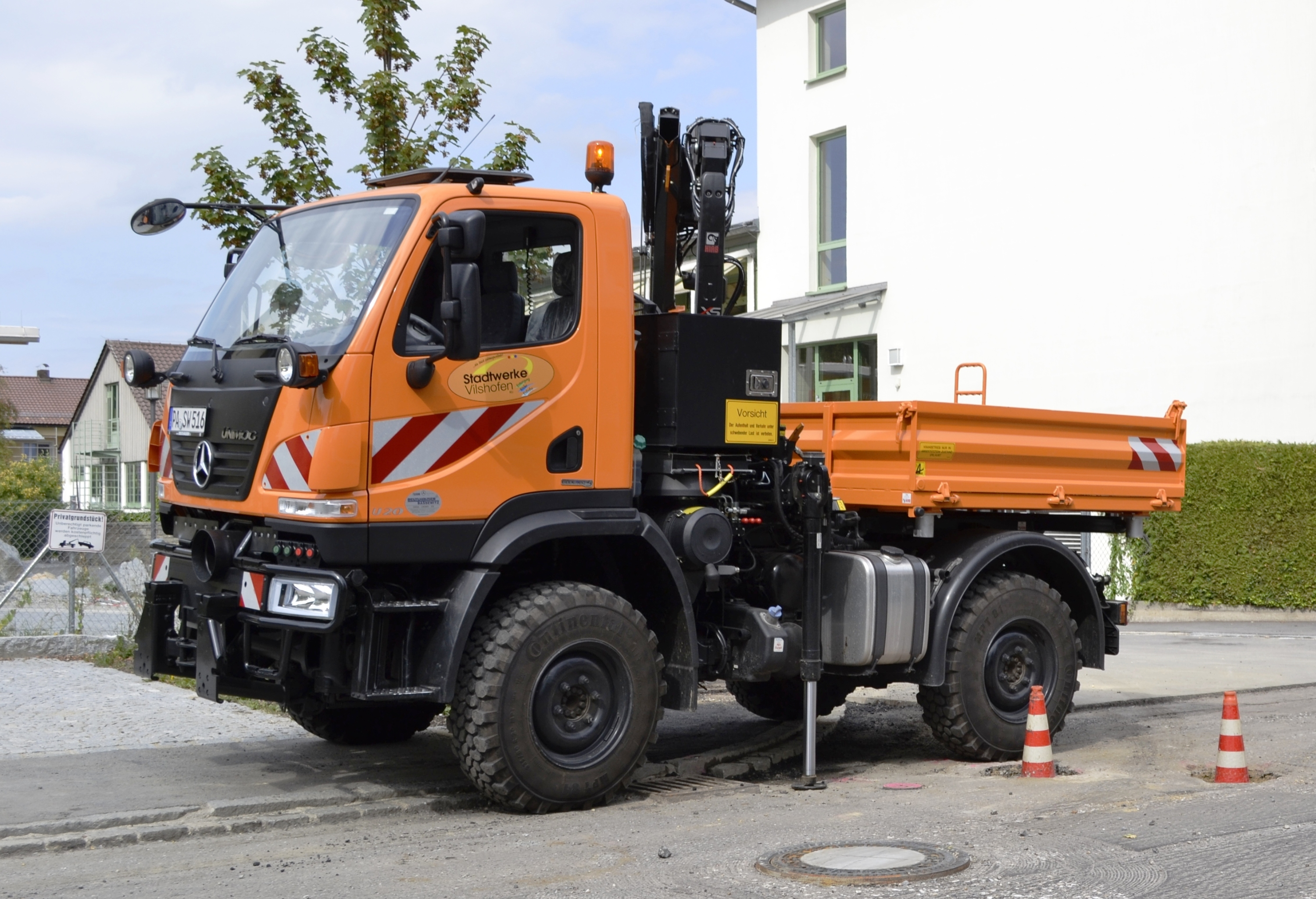
Unimog U20

- 2003-Lancio sul mercato dell'Unimog U5000.
- 2006-3 giugno, inaugurazione del (DE) Museo Unimog a Gaggenau.
- 2007-23 ottobre, il primo Unimog U20 esce dalla catena di montaggio di Wörth.
- 2013-Introduzione della nuova gamma Unimog Euro VI.

## Caratteristiche tecniche

### Unimog 404.1 (U 82) 1955-1977
- Larghezza: 2150 mm
- Lunghezza: 5030 mm
- Altezza: 2290/2630 mm
- Passo: 2900 mm
- Raggio di sterzata: 12,9 m
- Peso a vuoto: 2850 kg

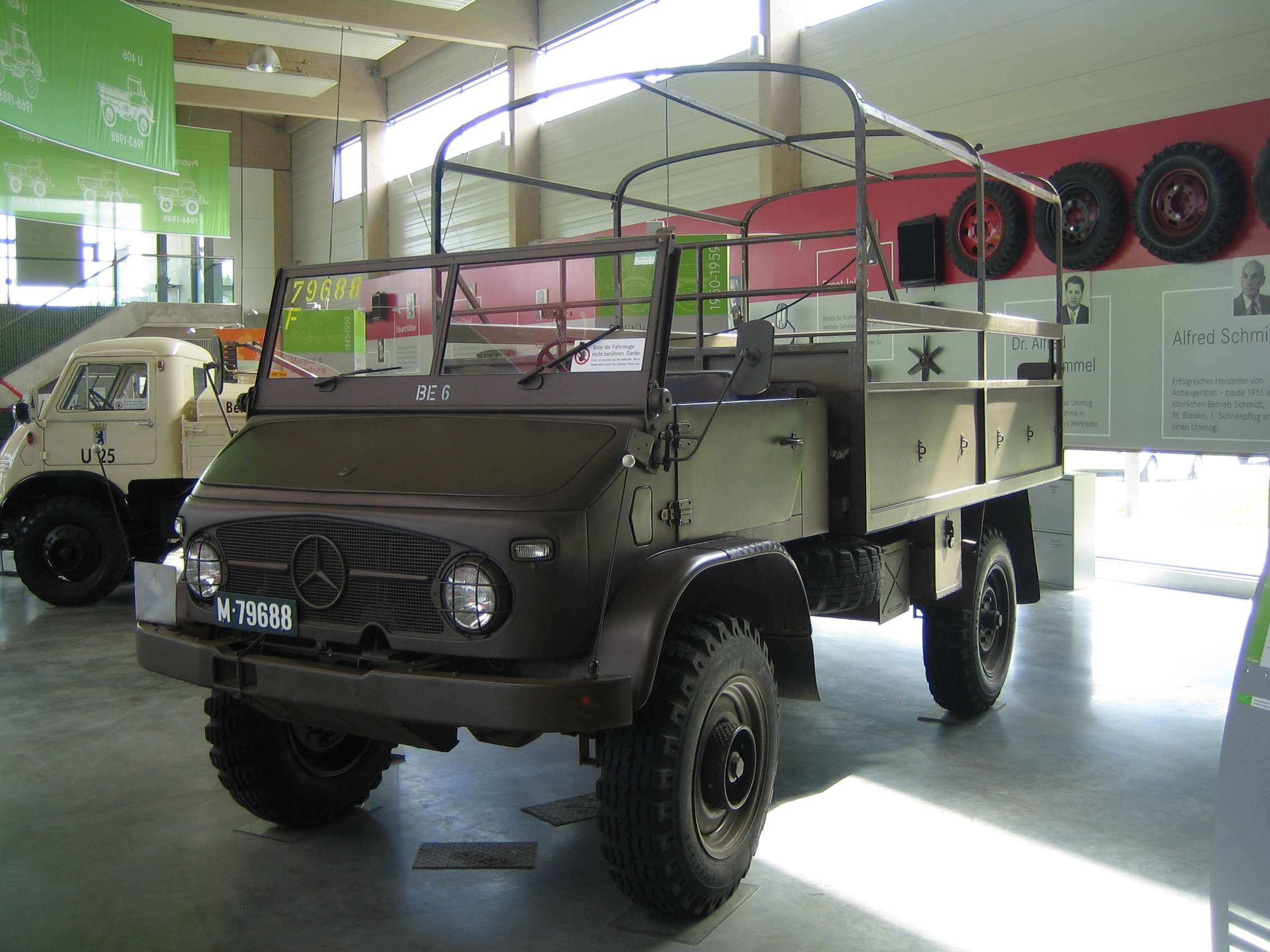
Unimog 404.1

- Peso a pieno carico: 4750/5500 kg
- Pneumatici: 10.5x20
- Altezza da terra (differenziali): 400 mm
- Capacità di guado: 800 mm
- Angoli caratteristici
  - Angolo di attacco: 45°
  - Angolo di uscita: 46°
- Consumo (benzina): 18,5-19,5 L/100 km
- Velocità massima: 95 km/h
- Motore: 2195 cm³ 6 cilindri in linea SOHC (Mercedes-Benz M180) 82  CV (60 kW)

### Unimog 406 (U 84) 1971-1989
- Larghezza: 2160 mm
- Lunghezza: 4100 mm
- Altezza: 2350 mm
- Passo: 2380 mm
- Raggio di sterzata: 10,9 m
- Peso a vuoto: 3600 kg
- Peso a pieno carico: 6000 kg
- Pneumatici: 10.5x20/12.5x20/14.5x20/22x20
- Altezza da terra (differenziali): 415 mm
- Capacità di guado: 850 mm
- Angoli caratteristici
  - Angolo di attacco: 45°
  - Angolo di uscita: 70°
- Consumo (gasolio): 19,5 L/100 km
- Velocità massima: 80 km/h
- Motore: 5675 cm³ 6 cilindri in linea (Mercedes-Benz OM352) 84  CV (62 kW)

### Unimog 435 (U 1300L) 1975-1990
- Larghezza: 2300 mm
- Lunghezza: 5590 mm
- Altezza: 2625 mm
- Passo: 3250 mm
- Raggio di sterzata: 14,1 m
- Peso a vuoto: 4430 kg
- Peso a pieno carico: 7490 kg
- Pneumatici: 12.5x20

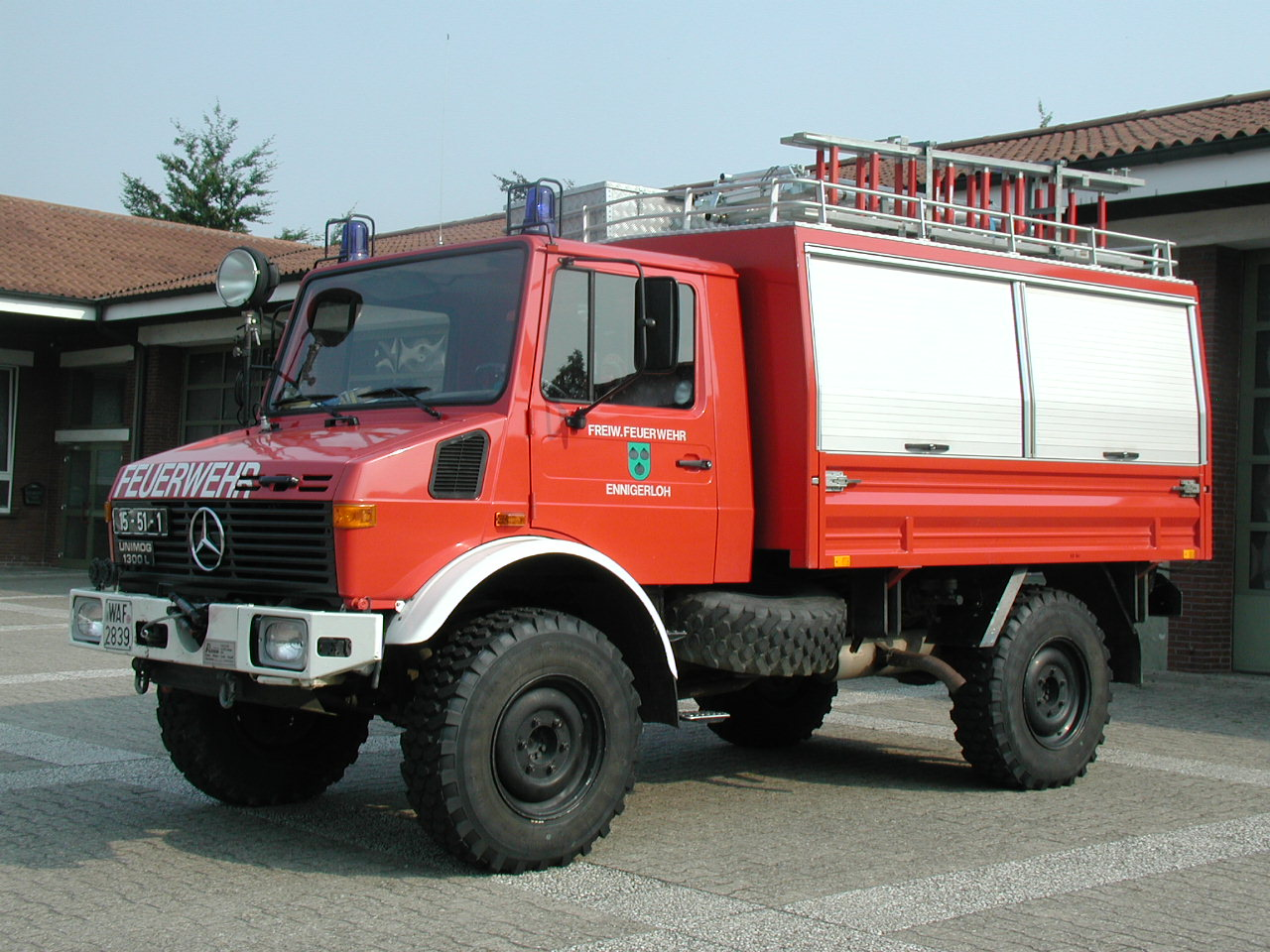
Unimog 1300L

- Altezza da terra (differenziali): 435 mm
- Capacità di guado: 800–1000 mm
- Angoli caratteristici
  - Angolo di attacco: 46°
  - Angolo di uscita: 51°
- Consumo (gasolio): 17,5 L/100 km
- Velocità massima: 80 km/h
- Motore: 5675 cm³ 6 cilindri in linea (Mercedes-Benz OM352) 130  CV (96 kW)

### Unimog 437.4 (U 5000) 2003-
- Larghezza: 2368 mm
- Lunghezza: 5410 mm
- Altezza: 2740 mm
- Passo: 3250 mm
- Raggio di sterzata: 14,5 m
- Peso a vuoto: 5150 kg
- Peso a pieno carico: 11990–13500 kg
- Pneumatici: 365/80 R20
- Altezza da terra (differenziali): 476 mm
- Capacità di guado: n.p.
- Angoli caratteristici
  - Angolo di attacco: 44°
  - Angolo di uscita: 53°
- Consumo (gasolio): n.p.
- Velocità massima: 85 km/h
- Motore: 4801 cm³ 4 cilindri in linea con turbocompressore e intercooler (Mercedes-Benz OM924LA) 218  CV (160 kW)

## Modelli speciali
Negli anni di produzione dell'unimog sono stati concepiti alcuni veicoli con delle caratteristiche particolari come per esempio il DOKA (dal tedesco "doppel kabine" cioè doppia cabina). Questo veicolo era dotato di una cabina con quattro porte e cinque posti per sedersi. Oppure dall'omonima azienda venivano fornite solo le cabine con la parte di telaio anteriore, queste parti venivano dotate di un retro con un pianale in grado di abbassarsi fino a livello del terreno.

## Modellismo
In occasione del 60º anniversario di produzione dell'Unimog l'azienda danese produttrice di giocattoli LEGO (i famosi mattoncini da costruzione) ha riprodotto l'Unimog U 400. Questo imponente set della LEGO Technic, composto da 2050 pezzi, è riprodotto fedelmente; è dotato di gru e argano funzionanti con un motorino elettrico. La gru pneumatica possiede due pistoni più un terzo per l'apertura della pinza azionati per mezzo di un compressore azionato anch'esso a motore. Alzando la cabina si può osservare persino il movimento dei pistoni di un motore 4 cilindri. Come dice la stessa LEGO "L'Unimog U 400 è il veicolo universale per eccellenza, che tutti gli appassionati di LEGO Technic stavano aspettando."